# Тмин рассечённолистный
Тмин рассечённолистный (лат. Carum meifolium) — вид травянистых растений рода Тмин (Carum) семейства Зонтичные (Apiaceae).

## Ботаническое описание
Растение двулетнее или многолетнее. Корень веретеновидный, вверху 0,6—1  см толщиной, книзу постепенно утончающийся. Стебли одиночные, прямые, в верхней половине или почти от основания ветвистые, 10—40 см высотой. Прикорневые листья рано увядающие на черешках постепенно переходящих в длинное, по краям пленчатое влагалище, пластинка их в очертании яйцевидная, 2,5—4 см длиной и 1,5—2,5 см шириной, дважды перисто-рассечённая с линейными острыми дольками второго порядка, 3—10 мм длиной и около 0,5—1 мм шириной. Верхние листья сходные с прикорневыми, сидячие на продолговатом влагалище, более мелкие. Зонтики с 6—14 голыми ребристыми, немного неодинаковыми по длине лучами, в поперечнике 2,5—3,5 см, обёртка их 7—11 ланцетовидно-шиловидных или линейных листочков, обыкновенно отогнутых вниз. Зонтички в поперечнике около 1 см, цветни голые. Обёрточка из 5—7 неодинаковых по длине, узколинейных или нитевидных вниз отогнутых листочков. Лепестки белые или розоватые, около 1,5 мм длиной, округлые к основанию клиновидно суженные, выемчатые или в выемке с загнутой внутрь верхушкой. Плоды яйцевидные, 4 мм длиной и 2 мм шириной. Ребра толстоватые, выступающие. Подстолбие коротко коническое, столбики расходящиеся, длиннее подстолбия.

## Распространение
Эндемик Кавказа. Растёт на субальпийский и альпийских лугах на высоте 2200—3000 метров над уровнем моря.

## Значение и применение
Превосходно выносит вытаптывание и быстро отрастает после стравливания. Обладает высокой питательной ценностью. По наблюдениям в Армении хорошо поедается всеми видами скота. Также хорошая поедаемость зафиксирована на высокогорных субальпийских и переходных к альпийским лугах.
По наблюдениям в Кабардино-Балкарии поедается западнокавказским туром (Capra caucasica).